# Garfield's Mad About Cats
Garfield's Mad About Cats is een educatief computerspel uit 2000, gebaseerd op de stripserie Garfield. Het spel is ontwikkeld door Horizons Interactive, en uitgebracht door Brighter Minds Media, Inc. voor Windows en Apple Macintosh.

## Verhaal
Jon uit tegenover Garfield zijn onvrede over het feit dat Garfield niet op muizen jaagt zoals andere katten. Garfield is ondanks dat hij geen jager is wel bereid iets te doen aan Jons muizenprobleem. Hij verandert in zijn alter ego Dr. Frankencat, en begeeft zich naar een geheim laboratorium met zijn assistent Eager (Odie). Hij wil in dit lab de perfecte kat scheppen. Met zijn computer zoekt hij van elke katachtige in de wereld de beste eigenschappen op, en mixt deze tot een superkat.

## Spel
De speler kan met Garfield en zijn computer de eigenschappen en lichaamsdelen van verschillende katten uitzoeken, en vervolgens een katachtige uitkiezen die het beste past bij deze kenmerken. Het spel toont vervolgens een kort educatief filmpje over deze katachtige. Deze filmpjes gaan vervolgens over in een van de 12 minigames van het spel:
- Disco Jon: hierin moet de speler een bepaald patroon van oplichtende knoppen onthouden en herhalen.
- Dress-A-Nerd: toont Jon in verschillende outfits.
- Dunk Tank: schiet met basketballen op bewegende doelen om zo Binky de Clown in het water te laten vallen.
- Soda Shaker: een variant op balletje-balletje. Garfield moet onthouden welk van de vier frisdranken voor hem niet geschud is.
- Odie’s Maze: een puzzel.
- Hack Attack: een kloon van het spel Space Invaders. Garfield bevecht een groep Nermals.
- Fowl Shot: met kippen op een bewegend doel schieten.
- Squash-A-Spider: Garfield moet met een krant spinnen platslaan voor ze op zijn eten landen.
- Burp Game: een kloon van het spel Breakout. Met zijn boeren moet Garfield een muis laten rondstuiteren om zo alle kaasblokken boven in beeld weg te werken.
- Matchin Madness: een Memory-spel.
- Create-A-Character: hierbij kan de speler nieuwe personages maken door de benen, romp en hoofden van bekende Garfieldpersonages te verwisselen.
- Whack-A-Rat: kloon van het bekende Whack-A-Mole-spel.